# IWarp
iWarp è un computer sperimentale multiprocessore sviluppato dall'Intel e dalla Carnagie Mellon University. Il progetto venne avviato nel 1988 per esplorare la possibilità di realizzare una rete di calcolo dove ogni nodo è un singolo microprocessore completo di memoria e sistema di comunicazione. Il progetto iWarp è molto simile al progetto INMOS Transputer e nCUBE.
Intel annunciò la realizzazione dei sistemi iWarp nel 1989. Il prototipo iWarp venne realizzato alla Carnegie Mellon nell'estate del 1990, il sistema era formato da 64 nodi e due altre macchine vennero realizzate nel 1991. Con la creazione della divisione Intel Supercomputer System nell'estate del 1992 il progetto iWarp venne fuso con la linea iPSC. iWarp venne mantenuto come prodotto ma Intel non lo presentò mai pubblicamente nel mercato. Ma molto tempo non si hanno notizie del prodotto e quindi lo si ritiene dismesso.
Ogni nodo iWarp era formato da una CPU con ALU a 32 bit e FPU a 64 bit funzionanti a 20 MHz. La CPU era scalare e quindi in grado di eseguire un ciclo di calcolo per ciclo di clock e quindi poteva eseguire 20 milioni di istruzioni intere o in virgola mobile a singola precisione. Nel caso di istruzioni a virgola mobile a doppia precisione la CPU poteva eseguire 10 milioni di istruzioni. La comunicazione frai nodi era gestita da un'unità separata che collegava quattro nodi seriali a 40 MB/s per collegare 4 CPU e il sistema includeva un gestore di rete che permetteva la realizzazione di 20 reti virtuali se necessario (simile a quanto gestito dall'INMOS T9000).
La CPU era inserita in una scheda con la memoria di sistema. Per realizzare il nodo Intel scelse la veloce ma costosa RAM statica. Un nodo includeva tipicamente 4 CPU e una memoria RAM compresa tra 512 kilobyte e 4 megabyte.
Un'altra differenza del sistema iWarp era che il sistema era organizzato con una topologia a toro da n a m invece che il più classico ipercubo. Un tipico sistema a 64 CPU era collegato con 8 tori e era in grado di fornire 1.2 Gigaflops di velocità di picco.